# Alkmaion (Archon 507/506 v. Chr.)
Alkmaion (altgriechisch Ἀλκμαίων Alkmaíon) war ein antiker griechischer Politiker. Laut dem Zeugnis des Iulius Pollux war er Archon eponymos in Athen, als im Rahmen der Phylenreform des Kleisthenes die zehn kleisthenischen Phylen eingeführt wurden.
Nach gängiger Forschungsmeinung fiel dieses Ereignis in das Jahr 508/507 v. Chr. Doch ist für dieses Jahr durch die Athenaion politeia des Aristoteles belegt, dass Isagoras Archon war. Es wäre möglich, dass Alkmaion nachgewählt wurde, sollte Isagoras während seines Archontats aus Athen geflohen sein. Die Flucht selbst wird bei Herodot überliefert, doch ist das Jahr nicht bestimmt. Alternativ kann die Nachricht bei Pollux auch dahingehend verstanden werden, dass in Alkmaions Jahr als Archon die Phylen eingerichtet wurden, der Beschluss dazu aber im Jahr zuvor gefasst wurde.
Da Archonten-Listen wahrscheinlich einfache und jedem zugängliche Namenslisten waren, werden Ergänzungen nach dem ersten Vorschlag kaum umsetzbar gewesen sein. Es ist daher unwahrscheinlich, dass Aristoteles oder Pollux einer derart modifizierten Liste gefolgt sind. Insbesondere Aristoteles wird wohl eine aktuelle Abschrift des der Reform zugrunde liegenden Gesetzes mit Nennung des amtierenden Archon bei Beschlussfassung herangezogen haben. Aus diesem Grund folgt ein Großteil der Althistoriker dem zweiten Vorschlag und setzt das Archontat des Alkmaion in das bürgerliche Jahr 507/506 v. Chr. nach dem attischen Kalender.
Karl Julius Beloch erwog davon abweichend, dass bei Pollux eine Vermengung vorliegt: Er habe aus der Tatsache, dass Kleisthenes ein Alkmaionide war, einen Alkmaion konstruiert. Demgegenüber schlug Ephraim David vor, die Angaben bei Aristoteles nicht auf ein zeitlich zu begrenzendes Geschehen zu beschränken, sondern als Darstellung eines Prozesses, der im Jahr 505/504 v. Chr. endete. In dieses Jahr wollte er das Amtsjahr des Archon Alkmaion datieren. Das Jahr 502/501 v. Chr. wiederum schlug Raphael Sealey als Amtsjahr Alkmaions vor und datierte die zugehörigen Reformen in dieses Jahr.
Charles W. Fornara relativierte seine ursprüngliche Stellungnahme für eine Datierung in das Jahr 507/506 v. Chr. dahingehend, dass man Alkmaions Amtsjahr innerhalb des zur Verfügung stehenden Zeitraums nicht festlegen könne.